# Burnsville (Minnesota)
Burnsville é uma cidade localizada no estado americano de Minnesota, no Condado de Dakota.

## Demografia
Segundo o censo americano de 2000, a sua população era de 60.220 habitantes.
Em 2006, foi estimada uma população de 59.321, um decréscimo de 899 (-1.5%).

## Geografia
De acordo com o United States Census Bureau tem uma área de
69,2 km², dos quais 64,4 km² cobertos por terra e 4,8 km² cobertos por água.

## Localidades na vizinhança
O diagrama seguinte representa as localidades num raio de 12 km ao redor de Burnsville.